# Барановский, Пётр Дмитриевич

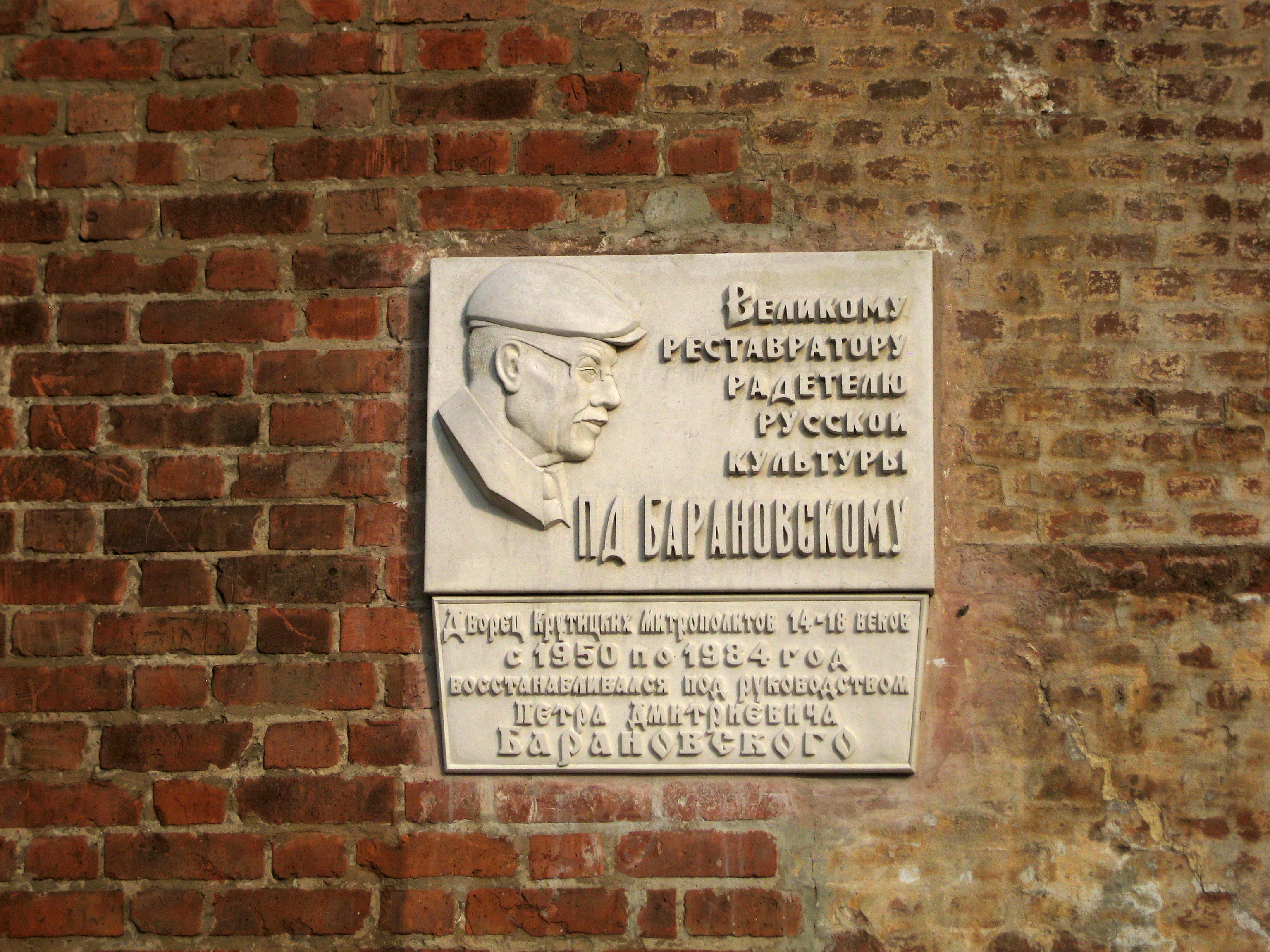
Мемориальная доска П. Д. Барановскому на Крутицком подворье

Пётр Дми́триевич Барано́вский (28 января [9 февраля] 1892,с. Шуйское Вяземского уезда Смоленской губернии — 12 июня 1984, Москва) — российский, советский архитектор, реставратор памятников древнерусского зодчества. Основатель музея в Коломенском и Музея имени Андрея Рублёва в Андрониковом монастыре. Считается некоторыми публицистами спасителем храма Василия Блаженного от уничтожения.

## Начало деятельности
Барановский, выходец из дорогобужских крестьян, окончил инженерный курс в Москве в 1912 году с лицензией на производство строительных работ и медалью Московского археологического общества — за реставрацию Свято-Троицкого Герасим-Болдинского монастыря в Болдине (Смоленской губернии). После непродолжительной работы на железнодорожных и промышленных постройках, с началом Первой мировой войны был призван в армию, служил военным инженером. В 1918 году получил второй диплом, по искусствоведению, и стал преподавателем Московского университета; в том же году восстанавливал здания Спасо-Преображенского монастыря, церкви Петра и Павла и Митрополичьих палат в Ярославле, пострадавшие при артиллерийском обстреле Ярославля Красной армией.
В 1921 году организовал свою первую (из десяти) экспедицию на Русский Север. За свою жизнь Барановский исследовал сотни памятников народной архитектуры, от Белого моря до Азербайджана.
В конце 1920-x годов, в разгар антирелигиозного движения, Барановский реставрировал Казанский собор на Красной площади (закрытый ещё в 1918 году, храм быстро разрушался). Его принцип в реставрации — восстанавливать первоначальный облик здания, уничтожая все позднейшие пристройки и наслоения, — многими воспринимался в штыки, однако в те годы это был один из способов сберечь памятник от немедленного сноса.
В 1923—1936 годах под руководством Барановского выполнялись реставрационные работы в Георгиевском соборе XII—XIII веков в городе Юрьеве-Польском. В 2017 году стал доступен архив Барановского.
В конце 60-х годов инициировал возрождение усадьбы в Хмелите Вяземского района Смоленской области — единственного в стране музея А. С. Грибоедова.

## Музей в Коломенском

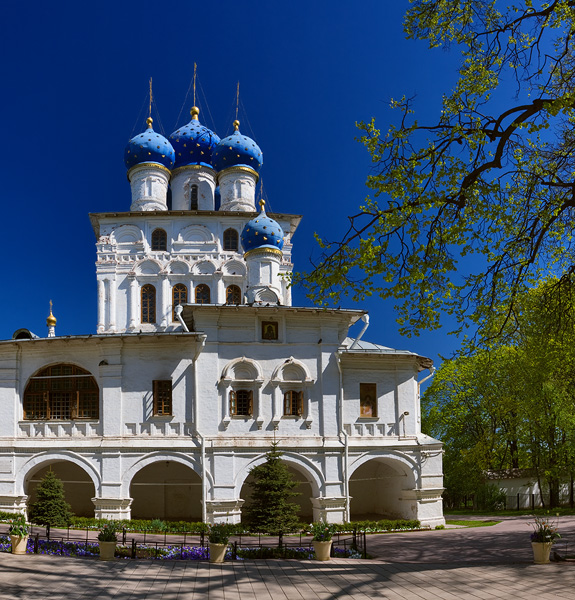
Коломенское. Церковь Казанской иконы Божией матери.

В 1924 году Барановский добился учреждения в Коломенском музея народного творчества и стал его первым директором. В 1927—1933 годах он разыскал, вывез в Коломенское и сохранил для будущего памятники деревянного зодчества: домик Петра I, Моховую башню из Сумского острога, хозяйственную постройку из Преображенского и пр. Барановский зафиксировал состояние памятников и отреставрировал их, вновь удаляя «позднейшие» слои (в результате колокольня Георгиевской церкви стоит отдельно от трапезной — связующая пристройка была снесена Барановским).
В Коломенском Барановский развил собственную школу реставрации (среди его учеников и последователей Л. А. Давид и др.).

## Музей в Болдине и арест
По роду своей деятельности Барановский обмерял и описывал церкви, намеченные к сносу, в том числе был последним человеком, посетившим Чудов монастырь в Кремле перед его сносом в 1929 году. Он успел вынести оттуда только мощи митрополита Алексия.
Самым надёжным способом спасти церковь от разрушения в те годы была организация в ней музея. В 1923 году Барановскому удалось добиться присвоения для Свято-Троицкого Герасим-Болдинского монастыря статуса филиала дорогобужского музея. Он и его помощники собирали в монастыре то, что оставалось от разгромленных окрестных храмов, перевезли в Болдино коллекцию закрытого музея в Ельне. В Болдине концентрировались памятники уничтоженной (и теперь почти восстановленной по обмерам Барановского) храмовой культуры русско-литовского пограничья на верхнем Днепре. Понимая шаткость своего положения, Барановский нанял фотографа Михаила Погодина (внука историка М. П. Погодина) для документирования монастыря и его коллекции (1928—1929).

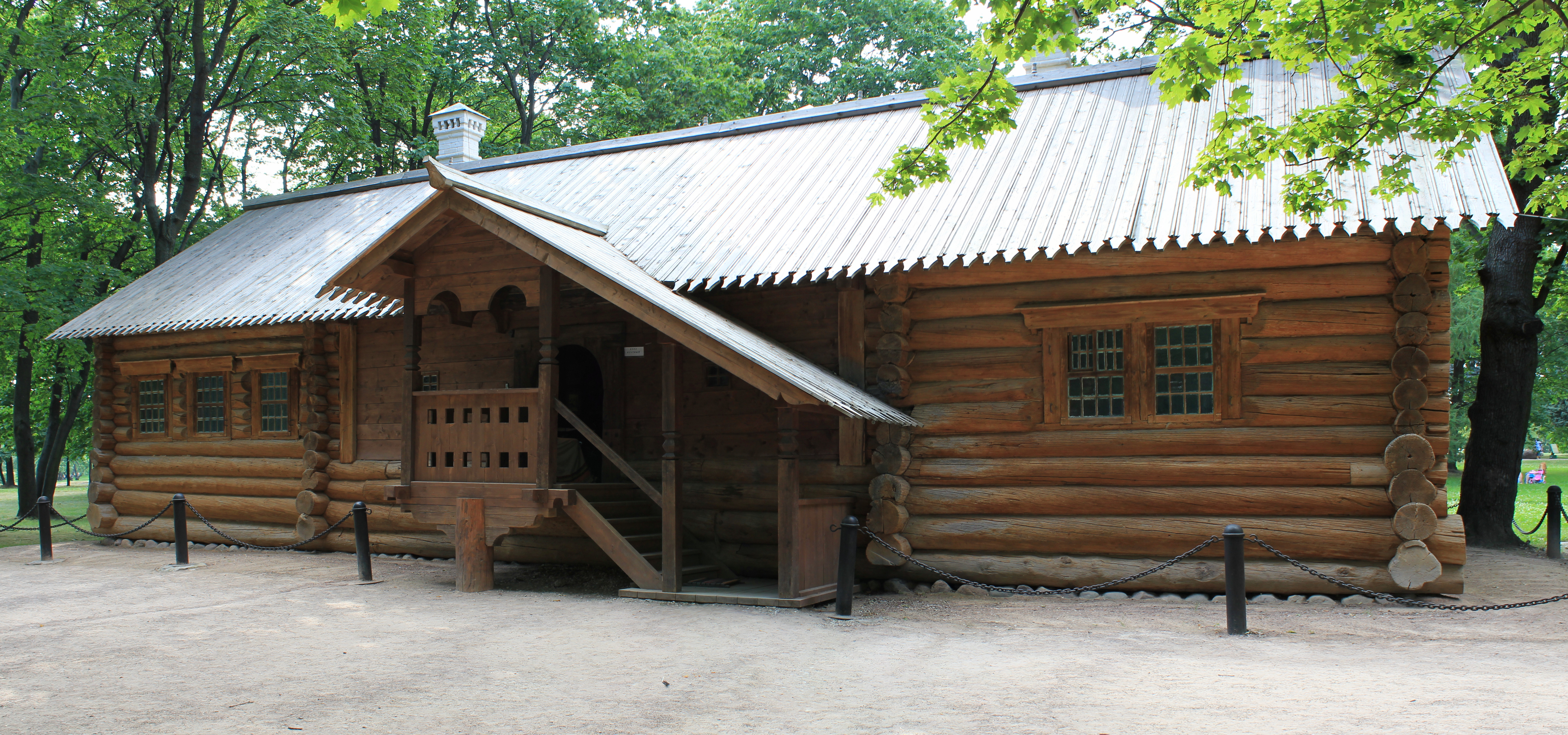
Домик Петра I в Коломенском

В начале 1930-х годов Барановскому удалось спасти в Архангельске исторический Домик Петра I — его разобрали, перевезли и собрали в селе Коломенское в 1934 году.
Музей был разгромлен в 1929 году; коллекция и большинство погодинских фотографий — утрачены. Здания  разрушили немцы при отступлении в марте 1943 года в отместку за сопротивление местного населения. В январе 1930 года арестовали директора болдинского музея Семёна Бузанова (умер в лагере), директор дорогобужского музея бежал, Погодин был «вычищен» как «классово чуждый».
Для Барановского дело кончилось строгим выговором. 4 октября 1933 года его арестовали, проходил по делу «Российской национальной партии» (РНП), оно же «Дело славистов». «Вскоре по прибытии в сибирские лагеря в г. Мариинск я был назначен помощником начальника строительной части. Там мною, помимо других работ, спроектировано здание сельскохозяйственного музея» (из автобиографии).
Весной 1936 года Барановского досрочно освободили, он был вынужден поселиться «за сто первым километром» в Александрове, где поступил на должность архитектора-реставратора в местный музей, который на тот момент являлся филиалом Государственного исторического музея. На новом месте жительства занимался научным исследованием и реставрацией памятников Александровского кремля.
Отреставрированный им частично Казанский собор на Красной площади в Москве был уничтожен вскоре после его возвращения.
Осуждённые по «Делу славистов» были реабилитированы: в 1956 году по ленинградскому делу, в 1964-м — по московскому.

## Музей имени Андрея Рублёва
В феврале 1947 года на объединённом заседании Сектора архитектуры и Сектора живописи Института истории искусств АН СССР Барановский сделал доклад «О времени и месте погребения Андрея Рублёва». Он сообщил о находке копии фрагментарно сохранившейся надписи с надгробия Андрея Рублёва в Андрониковом монастыре Москвы, сделанной в XVIII веке Г. Ф. Миллером, и предложил свой вариант реконструкции текста надписи . Находка оказалась весомым доводом в пользу сохранения монастыря (уже частично разрушенного). Барановский и И. Э. Грабарь выступили совместно за создание музея древнерусского искусства на базе монастыря; официальное решение было принято в 1947 году, но музей открылся для посещения только в 1960 году (в период с 1949 по 1960 годы созданием музея и формированием экспозиции руководил его первый директор Давид Ильич Арсенишвили).
Похоронен вместе с супругой Марией Юрьевной Барановской в Донском монастыре в Москве.

## Послевоенные работы
Восстановлено Барановским:

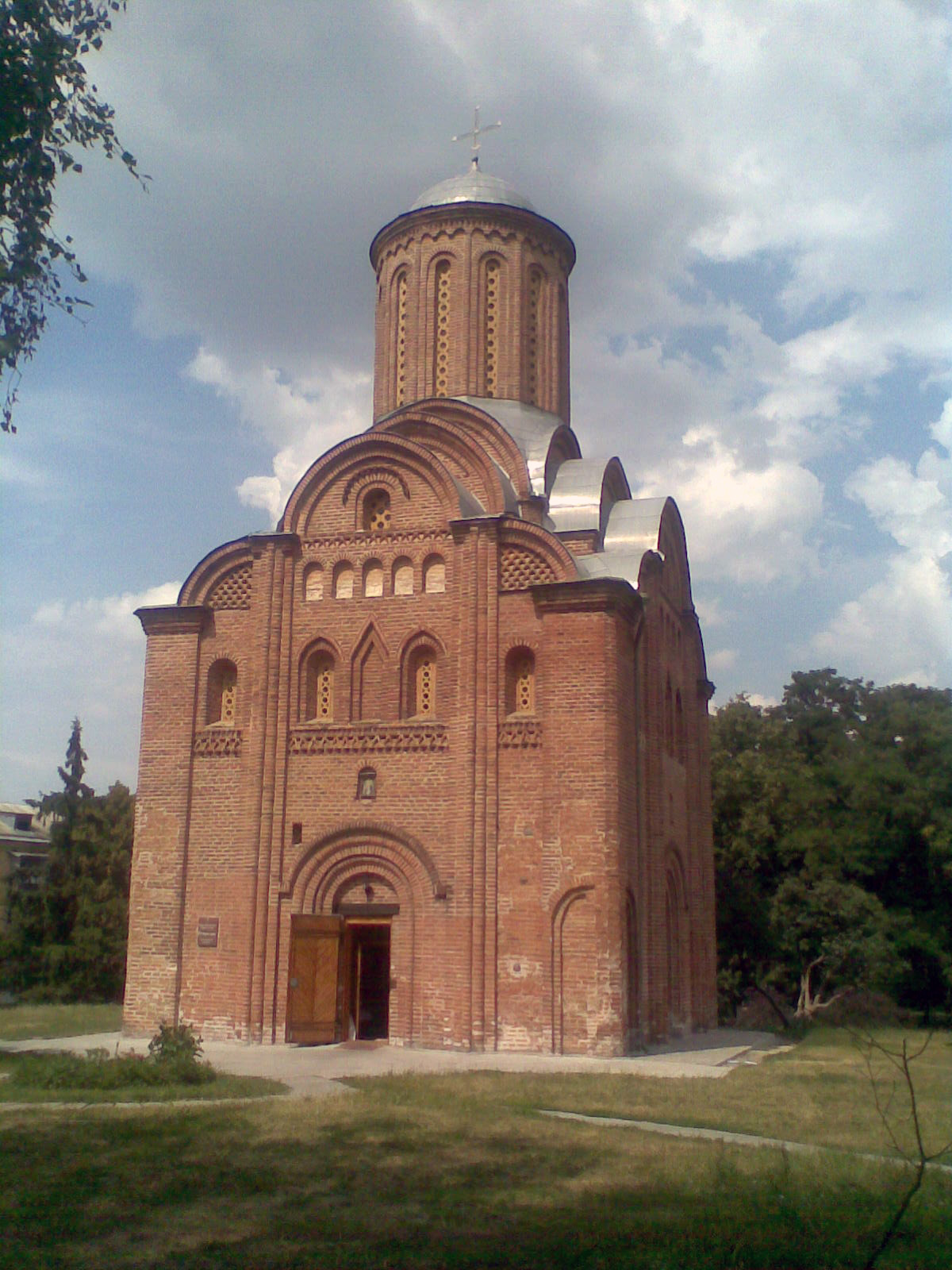
Пятницкая церковь (Чернигов)
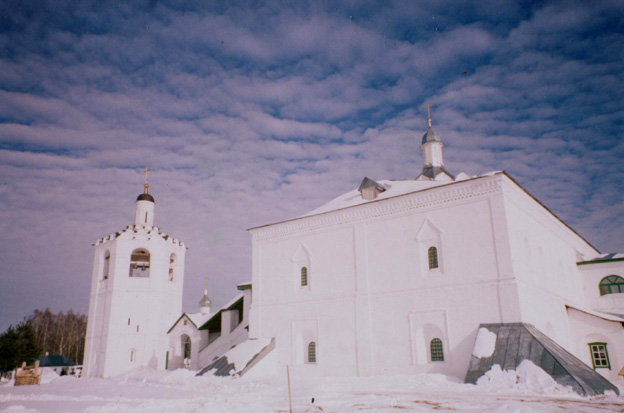
Болдин монастырь
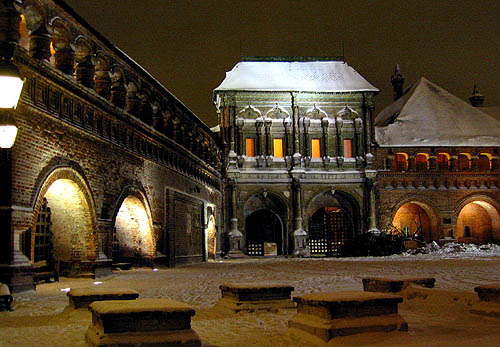
Крутицкое подворье, Москва

## Семья
- Первая жена — Евдокия Ивановна Виноградова. Бракосочетание состоялось 31 августа 1914 года в Храме Трёх Святителей на Кулишках[16][17].
  - Дочь — Ольга Петровна Барановская (1922 — 24.06.2010)[18] — скульптор, член Союза художников СССР. Автор многочисленных медалей, тиражированных Ленинградским и Московским монетными дворами[19]. Хранитель памяти Петра Барановского, благодаря её заботам был сохранен и передан на хранение в музей архитектуры имени А. В. Щусева уникальный и обширный архив П. Д. Барановского[20][21]. Вместе с учениками и единомышленниками отца создала Фонд Барановского, который ведёт работу по пропаганде и изучению памятников русской национальной архитектуры. До конца своих дней не оставляла усилий по созданию памятника Петру Барановскому в Коломенском. Похоронена на Даниловском кладбище.
- Вторая жена — Мария Юрьевна Пономарёва (в замужестве — Глауберман и Барановская) — советский историк, иконограф и некрополист[21].